# Nemacheilus
Nemacheilus är ett släkte i familjen grönlingsfiskar (Balitoridae). Släktet omfattar 71 arter.